# آرثر دوفريسن
آرثر دوفريسن هو سياسي كندي، ولد في 1861، وتوفي في 1933.